# Hymenomima exangulata
Hymenomima exangulata là một loài bướm đêm trong họ Geometridae.